# جمعیت هلال احمر عربستان سعودی
جمعیت هلال احمر عربستان سعودی (به عربی: هيئة الهلال الأحمر السعودي) عهده‌دار وظایف متعددی در مسائل مربوط به امدادرسانی در حوادث غیرمترقبه و امدادی می‌باشد.

این جمعیت در سال ۱۹۶۳ (۱۳۴۲ هجری خورشیدی) بنیان‌گذاری گردید. در سال ۲۰۰۹ این جمعیت دارای ۴۴۷ مرکز کمک‌های اولیه و ۵۵۰۷ نفر نیرو ۱۳۰۰ دستگاه آمبولانس بوده‌است. (در متن عربی سال ۱۹۳۳ به عنوان سال بنیان‌گذاری آن آمده‌است)
جمعیت هلال احمر عربستان سعودی نقش ویژه‌ای در طول مراسم حج دارد.